# Daru (König)
Daru von Baekje oder Taru († 77) war von 28 bis 77 der zweite König von Baekje, einem der Drei Reiche von Korea.

## Herkunft
Laut der Samguk Sagi war er der älteste Sohn von Onjo. Die Samguk Yusa hingegen besagt, dass er der zweite Sohn war. Im 28. Jahr von Onjos Regentschaft (im 27. Jahr laut Samguk Yusa), also im Jahr 10 n. Chr. wurde Daru zum Kronprinzen. Im Jahr 28 starb Onjo und Daru wurde König von Baekje. Der Name seiner Mutter ist nicht überliefert. Er hatte zwei Brüder oder Halbbrüder, da in den beiden japanischen Werken Shinsen Shōjiroku und Shoku Nihongi der Name des dritten Sohnes von Onjo überliefert wird. Dieser lautete in Korea Buyeo Deokjwa und in Japan Tokusa-Ō. Über ihn ist nur bekannt, dass er ein Vorfahre mehrerer japanischer Klans ist.

## Samguk Sagi
Die älteste erhaltene koreanische schriftliche Quelle zur Geschichte Koreas sind die Samguk Sagi. In dieser wird Daru wie folgt beschrieben: « (…)his nature was magnanimous and he was a man possessed of both commanding presence and widespread esteem.» (Deutsch: « (…)seine Natur war großmütig und er war ein Mann mit starker Präsenz und hohem Ansehen»).
Während der Regentschaft Darus werden im Samguk Sagi viele Schlachten gegen die Malgal erwähnt. Es ist jedoch unklar, wer diese Malgal waren, da dies eine Bezeichnung für Völker aus der heutigen Mandschurei ist, welche erstmals aus dem 7. Jahrhundert aus chinesischen Quellen bekannt sind. Die südlichste bekannte Ausbreitung dieser Gruppen liegt in der heutigen nordkoreanischen Provinz Hamgyŏng-namdo und somit deutlich zu weit nordöstlich, um an Baekje zu grenzen. Vermutlich sind eigentlich die Ye oder Dongye (zu dt. „Östliche Ye“) der koreanischen Ostküste gemeint.
Weiter werden einzelne Eingriffe Darus in die Landwirtschaft erwähnt. So befahl er im Herbst des 11. Jahres seiner Herrschaft (38 n. Chr.) nach einer schlechten Getreideernte, dass Bauern Getreide nicht mehr fermentieren durften, um daraus Wein für ihren eigenen Bedarf herzustellen. Im darauffolgenden Winter verteilte er Getreide an die Bedürftigen.

## Tod und Vermächtnis
Im Jahr 77 starb Daru in einem von Jonathan W. Best berechneten Alter von 87. Dieses basiert auf dem vermuteten Alter, in dem der Dynastiegründer Onjo geboren ist, dem vermuteten Durchschnittsalter, in denen Könige ihre Erstgeborenen bekamen, und dem vermuteten Durchschnittsalter, in denen Könige ihre Zweitgeborenen bekamen. Durchschnittlich wären die ersten sechs Herrscher Baekjes 113,5 Jahre alt geworden, wodurch die Angaben der Regierungszeiträume der Samguk Sagi als unglaubwürdig betrachtet werden müssen.
Sein ältester Sohn Giru folgte ihm auf den Thron. Über den Namen der Mutter von Giru ist nichts bekannt.